# Polhov Gradec
Polhov Gradec – wieś w Słowenii, w gminie Dobrova-Polhov Gradec. W 2018 roku liczyła 631 mieszkańców.